# Passagem de Humaitá (Victor Meirelles)
Passagem  de Humaitá, de Victor Meirelles de Lima, é uma tela de grandes dimensões, que hoje está localizada no Museu Histórico Nacional, no centro do Rio de Janeiro. A obra, assim como outras do autor, possivelmente foi pintada dentro de um dos navios da marinha, nos quais Victor instalou seu estúdio durante a Guerra do Paraguai.  Ela foi pintada entre meados de 1868 a 1872, cuja data ainda não foi exatamente confirmada, e é um óleo sobre tela com dimensões 268 x 405 centímetros. A obra foi uma encomenda especial do ministro da Marinha do Brasil, o que fez com que, em 1868, Victor Meirelles tirasse licença do seu cargo de professor na Academia Imperial de Belas Artes justamente para poder atender esse pedido do Ministério da Marinha. Em 15 de junho de 1878, Victor viajou ao campo de batalha para viver na pele a adrenalina da guerra, e recolher material para pintar, além da Passagem de Humaitá, O combate naval de Riachuelo, em 1872. Ambas as pinturas fazem parte do enorme acervo que retrata a Guerra do Paraguai. A prática de viajar para pintar era muito comum na época, e os autores faziam isso justamente para poder colher o máximo de informações de gestos, tons de pele, ações, personagens, armas e o próprio cenário de guerra. Até por isso, muito se discutia se de fato as pinturas estavam retratando totalmente o que havia se visto ao vivo pelo pintor.
"Consta o expediente de 7 avisos da Secretaria do Estado dos Negócios do Império; a saber: [...] de 30 de Maio, comunicando ter sido concedida a licença que solicitou o  Ministério da Marinha, a fim de que o professor desta Academia Victor Meirelles de Lima possa cumprir o contrato que fez com o mesmo Ministério, relativamente à pintura, em dois painéis, dos feitos da nossa Esquadra = Batalha de Riachuelo e Passagem de Humaitá =, declarando também que o dito Professor fica sem direito ao vencimento de sua cadeira, enquanto, por motivo daquela Comissão, estiver impedido de exercer suas funções nesta Academia." 
A Passagem de Humaitá foi uma obra bastante criticada por alguns, por não ter figuras bem definidas, por deixar de lado o didatismo das pinturas históricas e retratar uma grande massa de fumaça. Porém, muitos também elogiaram Victor Meirelles, colocando que a forma como ele retratou a batalha deixou claro que a viveu, junto com os soldados, e que a perspectiva do quadro é de fato a de quem esteve em campo na guerra.

## Descrição
Passagem de Humaitá é um cenário catastrófico e, ao mesmo tempo, sutil. O quadro lembra um pouco a pintura de William Turner (1775-1851) com as névoas, neblinas, massas cinzentas e pretas de fumaça se misturando, e compondo o próprio tema do quadro. O cenário é dominado por nuvens escuras e pela fumaça que sai dos pontos de incêndio. Há muito fogo, espalhado pelos cantos direito, esquerdo e também pelo centro. À esquerda, está uma lua minguante, em destaque em meio a fumaça preta da queimada. É possível discernir três barcos com chaminés de onde emanam massas pretas e condensadas. Do lado direito do quadro é possível ver algumas plantas e destroços repousando sobre a água, além de mais fumaça. No centro, mais destroços. Por fim, uma pequena explosão ocorre no canto direito inferior do quadro, e é destacada por uma iluminação.
Vêem-se de um e outro lado clarões vermelhos, trevas, massas de uma e outra cor. No horizonte, bojos de navios indistintos na densa fumarada noturna, avançando, avançando. Uma fornalha enorme ardendo distante. E sobre o cenário que os clarões infernais iluminam, uma crescente angústia empalidecendo no céu calmo.
Logo ao bater o olho no quadro, é possível notar que Victor Meirelles segue influências da escola purista: o traço é sutíl, há ênfase no desenho, pouca gradação de cores, com foco no cinza, preto e marrom, e uma integração do céu com a vegetação e o mineral. Por ser uma paisagem natural, é possível travar algumas relações com a pintura realista do artista Jean-Baptiste-Camille Corot, grande influenciador do Realismo na época. O quadro traz, portanto, uma imagem melancólica, desolada da batalha e da destruição que essa carrega, e a captação da atmosfera de guerra é extremamente sutil. Percebe-se, ainda, a preocupação de Victor com a fixação, na tela, do exato instante que ele assistiu.  
Passagem de Humaitá não se preocupa em retratar a quantidade de soldados ou tropas que estavam na batalha, mas sim o cenário catastrófico de destruição, de uma forma fina e leve. O autor passou dois meses no cenário da guerra, se familiarizou com panorama, e com isso, sua preocupação final não foi tanto de passar um cenário didático da batalha, mas sim fazer com que o espectador se tornasse uma verdadeira testemunha da Guerra do Paraguai.

## História
Antes de se instalar no Museu Nacional do Rio de Janeiro, o quadro Passagem de Humaitá viajou. A pintura foi para a Exposição da Filadélfia, nos Estados Unidos. Além dela, Primeira Missa no Brasil e Combate Naval de Riachuelo também foram expostas em 1876. Victor não foi junto, quem acompanhou suas obras foi Saldanha da Gama, que não teve muita atenção na volta da viagem, quando as três pinturas sofreram deteriorações em suas embalagens, tiveram molduras extraviadas, entre outros problemas que fizessem com que as mesmas ficassem bastante danificadas.

## Antecedentes

### Contexto histórico
Passagem para Humaitá se trata de um cenário real, ocorrido durante a Guerra do Paraguai, importante momento histórico do Brasil. Também conhecida como Guerra da Tríplice Aliança, por envolver Brasil, Uruguai e Argentina contra o Paraguai, os conflitos duraram entre 1864 e 1870, ocasionando na morte de 150 a 300 mil soldados. A guerra ficou conhecida por ter sido o mais longo e sangrento conflito da América do Sul. Nela, a Marinha exerceu um papel importante e se consolidou como ferramenta de combate, principalmente por conta dos rios Paraguai e Paraná estarem em meio aos conflitos.
A batalha que ocorreu em Humaitá foi a derrota do último baluarte paraguaio. Havia 10.000 soldados do Paraguai presentes em Humaitá, o que preocupou muito o Império na época. Ao mesmo tempo em que o governo brasileiro avançou por terra, foi na Guerra do Paraguai que se percebeu que as unidades navais deveriam andar junto com as tropas terrestres. Em Humaitá, a Marinha coordenou a exploração de vias fluviais. As insistidas duraram seis meses, e o Humaitá foi transposto em 19 de fevereiro de 1868, quando a esquadra brasileira dominou o rio Paraguai até Assunção. Vale ressaltar que ocorreu, posteriormente, uma segunda passagem em Humaitá, em 21 de julho de 1868. O local só ocupado totalmente pelas forças aliadas em 5 de agosto de 1868.
“Tenciono estabelecer nova base de operações em Humaitá, trazendo para ali os depósitos, hospitais, repartições e tribunais, que até agora temos mantido em Corrientes...”. - Duque de Caxias ao Ministro da Guerra.
A guerra rendeu dezenas de trabalhos para pintores, fotógrafos, entre outros artistas.  Juntamente com Pedro Américo, Victor Meirelles revolucionou o gênero das batalhas, tornando-o épico em suas telas É claro que houve outras diversas representações da Guerra do Paraguai, mas é unânime entre pesquisadores e historiadores que nenhuma teve a qualidade e a repercussão das telas de Victor Meirelles. Ele permaneceu no tema - sendo subsidiado pelo Estado imperial brasileiro, é claro, e manteve uma qualidade, superando outros artistas brasileiros e latinos.
O quadro retrata um bombardeio do último núcleo de resistência do inimigo, e marca justamente uma conquista do Império, ao mesmo tempo em que contribui para impulsionar o surgimento da República. O quadro cumpre bem seu objetivo de construir uma identidade nacionalista brasileira. Ele também ajuda a difundir a corrente positivista, que as Forças Armadas introduzem, conectando o desejo de industrializar o país. Inclusive, a tomada do poder e a transformação do Brasil em República foi um dos pontos essenciais da decaída da carreira de Victor, que havia se estabelecido muito bem como pintor do Império.

## O Autor
Victor Meirelles de Lima nasceu em 1832 em Nossa Senhora do Desterro, atual Florianópolis, e morreu em 1903, no Rio de Janeiro. Sua vida pode ser dividida em cinco fases: a infância em Santa Catarina, de 1832 a 1846, a idade escolar, de 1847 a 1853, a época que viajou, de 1853 a 1861, seu auge como pintor profissional, de 1861 a 1890, e sua decaída e fim da vida, de 1890 até 1903. Quando ainda era jovem, antes de entrar para a Academia, já retratava algumas paisagens de sua cidade natal. Recebeu aulas de Marciano Moreno, um engenheiro argentino exilado no Brasil, por volta de 1838. Era possível perceber, com essa tutoria, que Victor já possuía noções de escala, proporção e perspectiva de paisagens. Ele já tinha uma visão horizontal, com minuciosidade geométrica.
Em 1847, Victor se mudou para o Rio de Janeiro e se matriculou na Academia Imperial de Artes. Por lá, teve como mentor Manoel de Araújo Porto-Alegre (1806-1879), que foi o primeiro diretor brasileiro da Academia Imperial (entre 1854 e 1857), na qual Victor foi professor mais tarde. Depois disso, Meirelles ganhou uma viagem e passou um tempo na Europa, onde, na Itália, frequentou aulas de Tommaso Minardi e Nicola Consoni, grandes artistas italianos da época. Ele também frequentou a Escola de Belas Artes de Paris. Nessa época, em que Victor foi para a Europa pela primeira vez, estavam em disputa duas tendências, o Romantismo e o Neoclassicismo. Havia também um pouco do Impressionismo, e a ideia de que as paisagens poderiam ser registradas ao ar livre, com captação de diversos aspectos, dentre eles a iluminação natural. Todos esses movimentos influenciaram bastante na arte de Victor.
"Foi a partir do impressionismo que a ideia de originalidade se modificou, e que realizar uma grande obra não significou mais orquestrar uma multiplicidade de imagens harmoniosamente organizadas numa grande superficie, fazendo apelo a um passado visual que nelas se insere, dentro de urna nova atualização."
Nessa época, os pintores buscavam, em uma única imagem, passar a parte mais importante de um acontecimento, como uma cena de batalha, o que ocorreu em Passagem de Humaitá. Victor Meirelles também foi influenciado pelos primeiros planos dramáticos de Antoine-Jean Gros (1771-1835). Nessa passagem pela Europa, ele visitou, ainda, Bruxelas, Oostende, Antuérpia e Haia. Foi na Europa que aprimorou grande parte de sua pesquisa, lendo documentos e visitando muitas rotundas. Percebe-se, inclusive, que a parte das visitas foi ideal para sua formação como pintor, assim como toda essa viagem. Foi conhecendo ao vivo esses espaços que ele conseguiu aprimorar mais suas obras, colocando em prática, inclusive, os panoramas, que faria mais tarde, após a caída do Império Brasileiro.
Quando voltou para o Brasil, após sua viagem internacional para a Europa, Victor se tornou professor na Academia de Belas Artes do Rio de Janeiro, participou de exposições, recebeu prêmios, e o Hábito da Ordem de Cristo, pelo Imperador Dom Pedro II. Ele também teve o título de Cavaleiro da Ordem da Rosa, fatos que ocorreram na sua época de ouro, no auge de sua carreira. Foi então que ele se tornou pintor da realeza e realizou trabalhos encomendados a partir da segunda metade do século 19, até o fim do Império. Meirelles se tornou um artista reconhecido e estimado pelo Imperador D. Pedro II, e em 1868 recebeu duas encomendas do Ministro da Marinha, Afonso Celso de Assis Figueiredo (1836-1912): Combate Naval do Riachuelo e Passagem de Humaitá. A intenção das duas obras era exaltar o poder da Marinha do Brasil contra o Paraguai, durante a guerra. Elas foram encomendadas a 16:000$000, e mais tarde acabaram sendo orçadas em 20:000$000. A moeda na época era o Réis, sendo que os valores estão em contos (milhões) de réis. Victor acabou, por isso, se inserindo muito no meio acadêmico, desenvolvendo em suas obras um modelo de contexto histórico, muito focada em construir uma identidade nacional.
“O quadro histórico é o da ação, da guerra como espetáculo, da medição de forças no campo de batalha. E quanto mais realista‟ melhor”
Sob o reinado de D. Pedro II, Victor realizou obras muito importantes para a composição do nacionalismo, dentre elas, além da Passagem de Humaitá, Primeira Missa no Brasil (1860), Moema (1875) e Batalha dos Guararapes (1879). Para realizar a maioria dessas encomendas, Meirelles fez muitas viagens, algumas curtas, pelo próprio Brasil, entre o Rio de Janeiro, Porto Seguro, voltando para a sua cidade natal Nossa Senhora do Desterro, indo para Pernambuco e ao Paraguai, e outras que atravessaram o Atlântico. Tudo isso para que os cenários fossem retratados da forma mais fiel possível, colocando Victor, literalmente, em meio as batalhas. Foi por conta de todas essas viagens que surgiu a presença do mar em suas obras. A visão do mar se tornou algo imprescindível para compor os elementos dos quadros de paisagem, aprimorando a visão panorâmica dos horizontes.
Mais tarde, Victor utilizou toda essa experiência para ser professor de pinturas de paisagem, além de realizar estudos variados sobre o assunto. Houve uma fase, em meados de 1885, em que ele centrou a temática de seus panoramas na forma como o Rio de Janeiro era um atrativo para o público europeu, por ser considerado exótico. Nessa época, ele pintava muito com essa intenção. Foi ai que começou a se dedicar aos panoramas: a partir de 1886. O mais famoso deles foi o Panorama circular da cidade do Rio de Janeiro, obra perdida, sobre a qual atualmente só existem alguns estudos, localizados no Museu Nacional de Belas Artes. Pintar os panoramas, além de ser um talento nato que ele carregava consigo desde pequeno, também foi uma forma de renda que Meirelles encontrou, já que sabia que em algum momento as encomendas reais iriam acabar. Posteriormente, lá por 1891, o autor assumiu em suas obras uma outra postura, a de retratar a cidade carioca para seus moradores, sob o olhar dos mesmos. Era uma época de diversas transformações na área central do Rio, que foram mostradas por Victor tanto pelas pinturas como por fotografias. Para compreender melhor os panoramas históricos e a forma como Brasil era retratado, Victor leu muito Pero Vaz de Caminha, incentivado por seu mentor, Araújo Porto-Alegre, e esse estudo no começo de sua carreira ajudou a formar sua experiência, após seu auge. Ao ler, quando jovem, a forma como os portugueses chegaram no Brasil, o pintor conseguiu realizar bem melhor o quadro A Primeira Missa no Brasil (1861), além de vários outros.
Depois da Proclamação da República, houve uma perseguição política aos artistas oficiais da Monarquia, dentre os quais estava Meirelles. Infelizmente, nesse momento muitos de seus Panoramas desapareceram. Hoje em dia, sabe-se que a relação de Victor com a Monarquia foi o que fez com que, após a instauração da República, as obras fossem destruídas. Aos 57 anos, ele foi afastado da Academia Imperial, que na época já havia passado a se chamar Escola Nacional de Belas Artes, e, sem recursos, acabou passando o resto de sua vida na luta pelo mínimo para sua sobrevivência. Padeceu, sem reconhecimento, e faleceu em 1903, aos 70 anos de idade, doente e abandonado. Por conta da ignorância das autoridades políticas da época, que não entendiam sua ideologia política, muitas de suas obras se perderam. É possível destacar a forma como Victor, ao longo de sua vida, se tornou um pintor acadêmico, e como ele conseguiu se inserir no contexto e se reinventar na modernidade pintando Panoramas, entendendo suas características e colaborando para o seu surgimento na arte brasileira.
A formação acadêmica de Victor Meirelles foi bem eclética, com diversas vertentes e influências, e um toque sentimental e romântico em muitas de suas obras, além é claro, da ideologia Monárquica nas suas pinturas. Ele sempre buscou a perfeição das formas e cores, e isso pode ser visto através da quantidade de estudos que realizava antes de pintar cada quadro.